# 1323 Tugela
Tugela (asteróide 1323) é um asteróide da cintura principal com um diâmetro de 58,44 quilómetros, a 2,7303543 UA. Possui uma excentricidade de 0,1543625 e um período orbital de 2 119,08 dias (5,81 anos).
Tugela tem uma velocidade orbital média de 16,57583274 km/s e uma inclinação de 18,6627º.
Esse asteróide foi descoberto em 19 de Maio de 1934 por Cyril Jackson.